# Гілель Золотарьов
Гілель Золотарьов (1865–1921) — лікар, відомий своїм лідерством у нью-йоркському єврейському/їдишському анархістському русі.
Золотарьов емігрував з Єлизаветграда в 1882 році і, навчаючись у медичній школі, писав для анархістських видань і був надзвичайно популярним оратором. Він став членом єврейської анархічної групи Піонери свободи і представляв анархістський дует Емми Гольдман та Олександра Беркмана. Золотарьов продовжував писати для різних видань, ведучи щоденну колонку для щоденної газети мовою їдиш Der Tog (День). Пізніше в житті погляди Солотарова спрямувалися в бік націоналізму і соціалістичного сіонізму. Він написав працю «Серйозні проблеми» після Кишинівського погрому.